# 东京文化财研究所
东京文化财研究所（英語：Tokyo Research Institute for Cultural Properties）是一个日本艺术文化研究机构。致力于对日本文化财产的保护和修复，提供给博物馆及美术馆技术指导和帮助。所长是斋藤孝正。

## 历史

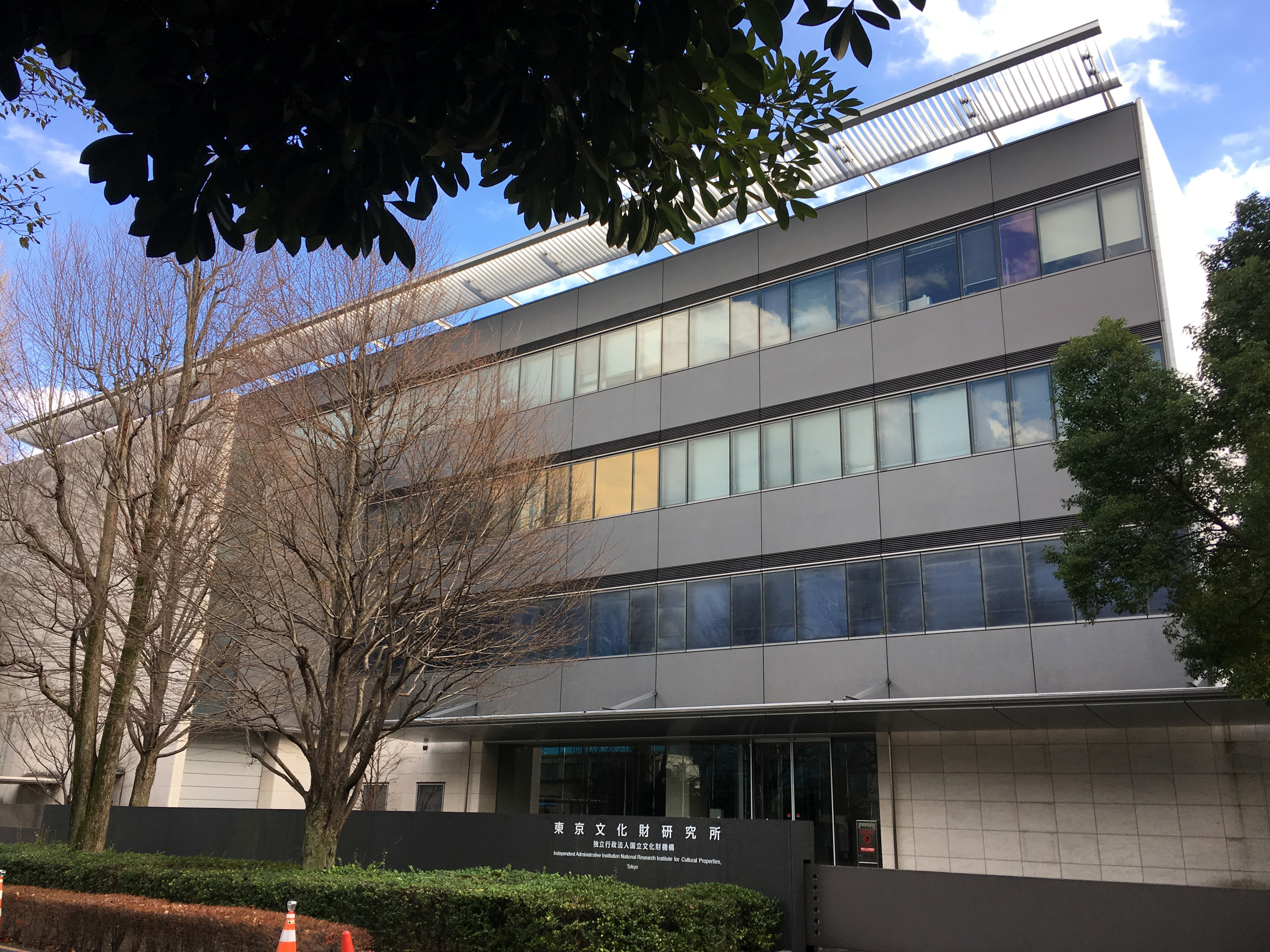

1930年成立，位于东京都台东区上野公园13-43，正木直彦担任首任所长，隶属于帝国美术院。1947年成为东京国立博物馆附属美术研究所，1954年改为现在名字。1968年成为文化厅附属机构。